# Ашит (деревня)
Ашит (баш. Әшит) — деревня в Краснокамском районе Республики Башкортостан Российской Федерации. Входит в состав Новонагаевского сельсовета.

## География

### Географическое положение
Расстояние до:
- районного центра (Николо-Берёзовка): 19 км,
- центра сельсовета (Новонагаево): 8 км,
- ближайшей ж/д станции (Нефтекамск): 26 км.

## История
Основана в 1859 году.

## Население
| 2002 | 2009 | 2010 |
| ---- | ---- | ---- |
| 94   | ↘75  | ↘71  |

Национальный состав
Согласно переписи 2002 года, преобладающие национальности — башкиры (66 %), татары (27 %).